# A-level

Logo de l'examen.

Le A level, abréviation de Advanced Level (Niveau avancé) (titre officiel de la qualification : General Certificate of Education - Advanced Level), est un examen passé par les jeunes Britanniques (Angleterre, Écosse, Pays de Galles et Irlande du Nord) au cours des deux dernières années de leur éducation secondaire. En Écosse, les écoles peuvent choisir entre le A-Level et l'équivalent écossais, le Supérieur avancé (en). Il est l'équivalent du baccalauréat dans certains pays francophones (dont la France), à la maturité dans certains pays européens et à l'Abitur en Allemagne. En France, les épreuves d'histoire-géographie et « langue et littérature anglaise » du Baccalauréat français international (BFI) britannique correspondent au niveau A-Level passé par les lycéens du Royaume-Uni.

## Dans le Commonwealth
Des examens du même nom peuvent être passés dans certains pays du Commonwealth incluant : Chypre, Hong Kong, Singapour, l'Afrique du Sud, l'île Maurice et Malte, mais ils diffèrent sur le fond et la forme du A-level du Royaume-Uni. Cet examen, reconnu partout dans le monde, peut également être passé dans des écoles internationales du monde entier, et dans les consulats britanniques à travers le monde. Il est possible de le passer pour des matières très variées, allant de la comptabilité au développement du monde. 
L'Université de Cambridge opère l'organisation d'examen CIE (Cambridge International Examinations) qui délivre globalement une version internationale du A-level dont le nom est International A-level et dont la structure d'examen et le contenu des matières individuelles diffèrent de la version britannique.

## Modifications et passerelles
L'examen du A-level a été instauré dans les années 1950. Les modifications les plus récentes ont eu lieu en 2000, quand le gouvernement lança le Curriculum 2000 qui le divise en deux parties : les examens AS (Advanced Subsidiary) et les examens A2. On les passe avec un an d'intervalle après 12 ou 13 années de scolarité.
Le A-level sert souvent de prérequis pour entrer à l'université (parfois avec des examens d'entrée supplémentaires comme c'est le cas aux Universités d'Oxford et de Cambridge).

## Histoire et évaluation
Les A-levels sont notés en lettre de A*, A, B, C, D ou E avec en cas d'échec une note spéciale : U (qui signifie Unclassified : non classé ou Ungraded : non noté).
À l'origine, on distinguait uniquement la réussite de l'échec, même si l'échec était de deux types :
- le premier signifiant que l'étudiant a manqué une matière en A-Level mais il a réussi l'équivalent O-Level de la matière,
- le second signifiant que l'étudiant n'a réussi aucun des deux (ni en A-Level ni en O-Level[Quoi ?])

Au cours des années, une autre note a été introduite : la distinction pour les meilleurs (un peu comme une mention).
À la demande des universités voulant que le système d'évaluation soit plus spécialisé, pour repérer les étudiants qui les intéressaient, une échelle de notes proche de celle utilisée actuellement a été créée en 1963, qui permet de valider la réussite au O-level entre les notes E et F (qui à l'époque voulait dire échec : F pour Fail).
Quand le GCSE (General Certificate of Secondary Education) a été créé, et pour résoudre le problème des points entre les notes en lettres, la réussite au O-Level a été supprimée de l'échelle des notes, remplacé par une note N pour Near miss (manqué de peu), encore plus péjoratif pour les candidats proches du minimum permettant de valider le A-Level.
Depuis, la note F a été remplacée par la note U. La note N a été considérée comme non nécessaire car le candidat dispose désormais d'informations plus détaillées sur ses résultats. Avec l'introduction du A-Level, nouvellement révisé en 2000 sous Curriculum 2000, la note N a été définitivement abandonnée.
La plupart des étudiants font maintenant leurs demandes d'études universitaires avant d'avoir passé les examens finaux des A-Level, c'est pourquoi les universités britanniques (écossaises incluses, ces-dernières recevant beaucoup d'étudiants désireux de passer les A-Levels) considèrent les résultats présumés au A-levels quand elles décident, ou non, des places attribuées aux différents étudiants. Les prévisions des résultats sont faites par les professeurs des étudiants.
Ainsi un étudiant peut être accepté à un cursus de façon conditionnelle par exemple « Accepté si trois A-Level réussis avec des notes B, B et C ».
Les universités peuvent éventuellement imposer une matière dans laquelle une note est requise (exemple A en mathématiques).
Les notes en lettres peuvent éventuellement être converties en notes numériques, notamment par le « UCAS » (système d'admission universitaire). Dans ce système un A équivaut à 120 points, B à 100, C 80, etc. L'université peut demander un nombre de points (exemple: 280) à la place des notes B-B-C.
Ce système est plus flexible, par compensation, pour les étudiants qui peuvent avec le même exemple obtenir leur acceptation grâce aux notes A-B-D qui n'était pas possible avec le B-B-C.
À travers ce système les étudiants peuvent demander jusqu’à 5 universités, et accepter les offres de deux d'entre elles.
- La première est un choix 'ferme', si l'étudiant a rempli les conditions nécessaires à son admission il est obligé d'accepter sinon il devra démissionner des admissions par ce système pour l'année.
- La deuxième est considérée comme un choix « au cas où », qui a des exigences minorées et permet dans le cas où l'étudiant n'atteindrait pas les objectifs nécessaires à l'intégration à la première université d'intégrer celle-ci.

Les résultats sont connus mi-août, ce qui permet aux étudiants et aux universités d'organiser la rentrée scolaire en septembre ou octobre de la même année.
Les étudiants n'ayant pas obtenu le minimum pour aller dans l'université de leur premier choix peuvent contacter eux-mêmes l'université pour voir s'ils pouvaient encore être acceptés ou alors accepter l'offre de l'université de leur second choix.
Dans le dernier cas, où il n'arrive à aucun de ses deux objectifs, l'étudiant peut se renseigner auprès de l'UCAS pour trouver des cursus où il reste des places disponibles, ou alors redemander l'année suivante.

## Curriculum 2000
Depuis l'introduction en septembre 2000 du Curriculum 2000, avec les premiers examens AS et A2 après l'année 2000, un A-Level en 6 credits étudiés pendant 2 ans. Normalement, 3 crédits sont acquis à la fin de la première année, et donnent droit à un diplôme : le AS-Level. Trois autres modules sont acquis l'année suivante ce qui donne le A2. Les crédits du A2 ne forment pas un diplôme à lui seul, il faut obtenir les crédits du AS et du A2 dans la même matière pour obtenir un A-Level complet.

## A-levels étudiés
Le nombre de A-levels passé par les étudiants est variable. La manière la plus courante est d'étudier 4 matières pour le AS-Level et d'en passer 3 seulement au A2 même si beaucoup d'étudiants continuent leur quatrième matière.
Trois A-Level est en général le nombre minimum requis pour entrer à l'université, avec pour certaines une quatrième en AS.
Certains obtiennent 5 A-levels ou plus :
- Ceux qui passent plusieurs langues qu'ils parlent déjà couramment.
- Ceux passant plusieurs matières scientifiques dont les programmes se recoupent.

On reproche à ce diplôme de ne pas diversifier les apprentissages en ne faisant étudier que quelques matières (3 ou 4). De plus, la plupart du temps ces matières sont proches, par exemple : Mathématiques-Physique-Chimie, même si rien n'empêche de prendre Mathématiques-Français-Musique (une matière scientifique, une langue et une matière artistique). Ce rapprochement des matières est en partie dû aux examens d'entrée des universités qui demandent pour certaines filières des A-levels dans des matières reliées.
La proposition du Curriculum 2000 visait à encourager la diversité, pour étendre les connaissances de base, pourtant la tendance à poursuivre des disciplines proches se maintient.
Cependant certains ne sont pas d'accord et argumentent en disant que le(s) AS-Level supplémentaires étudiées permettaient déjà d'approfondir ses connaissances de base comparé à l'ancien système.